# Svatý Silvanus
Svatý Silvanus (též Silván, 1. století? – 1. století?) byl římským křesťanským apoštolem. Je považován za jednoho ze sedmdesáti učedníků (L 10, 1 (Kral, ČEP)). 

## Život
Žil v průběhu 1. století. Kázal Boží slovo spolu s apoštoly sv.  Petrem a Pavlem z Tarsu. Svatý apoštol Petr se o něm zmínil ve své první epištole. Stal se biskupem v Soluni, kde i jako mučedník zemřel. Jeho svátek se slaví 30. července.